# Henri Piérard
 (décembre 2024).
Si vous disposez d'ouvrages ou d'articles de référence ou si vous connaissez des sites web de qualité traitant du thème abordé ici, merci de compléter l'article en donnant les références utiles à sa vérifiabilité et en les liant à la section « Notes et références ».
Henri Joseph Piérard, né le 21 juin 1893 à Felenne (Belgique) et décédé le 5 mars 1975 à Louvain, était un prêtre assomptionniste belge, missionnaire au Congo. Vicaire apostolique puis évêque de Beni de 1938 à 1966 il y fut le fondateur de la congrégation des Frères de l'Assomption.  

## Biographie

### Jeunesse et formation
Né le 21 juin 1893 à Felenne, un village en bordure de la frontière française, dans la province de Namur en Belgique, le jeune Henri fait ses études secondaires au collège d’Alzon, tenu par les pères assomptionnistes français, à Bure. Entré dans la congrégation des assomptionnistes il y fait ses premiers vœux en 1912.  Il enseigne quelque temps à Bure, puis au Bizet. C’est là qu’il se trouve au moment de la mobilisation générale de 1914. Il fait son service de guerre comme brancardier, en particulier sur le Front de l'Yser.
Les études de philosophie (1919-1921) à Taintignies, puis de théologie (1921-1925), le préparent au sacerdoce qu’il reçoit, à Louvain, le 26 juillet 1925. Henri Piérard enseigne ensuite pendant cinq ans au collège de Sart-les-Moines, près de Charleroi (ancien prieuré Saint-Michel) (1925-1929).

### Missionnaire au Congo
Le 12 septembre 1929 un groupe de six assomptionnistes s'embarque à Marseille pour fonder à Beni, au Kivu (Congo belge), la première mission assomptionniste en terre africaine. Henri Piérard en fait partie. Le territoire confié aux Assomptionnistes est détaché d’une vaste mission dirigée par des Missionnaires du Sacré-Cœur qui s'y trouvaient depuis 1906. 

### Evêque de Beni
Lorsque la mission de Beni devient sui iuris, Henri Piérard en devient le premier supérieur ecclésiastique (1934). Et quatre ans plus tard il devient vicaire apostolique du même territoire (14 juin 1938). Il est consacré évêque le 21 novembre 1938 (avec siège titulaire d'Andropolis).
Les années qui suivent voient un grand développement dans cette région du Kivu qui devient le diocèse de Beni en 1959.  Une vingtaine de paroisses sont créées, ainsi que plusieurs institutions scolaires (un petit séminaire, à Musienene, y existe depuis 1942) et un hôpital. Les mouvements laïcs sont encouragés, telle la Légion de Marie. En 1952, Henri Piérard est même le fondateur d’un institut de vie religieuse, les Frères de l'Assomption toujours actifs dans les diocèses de la région.  

### Démission et retour en Belgique
Henri Piérard participe aux quatre sessions du concile Vatican II (1962-1965) et présente sa démission peu après. Dans l’esprit du concile il donne sa démission le 17 mai 1966, bien qu’il n’ait que 72 ans. Il est remplacé par Emmanuel Kataliko. A l’âge de 80 ans il rentre définitivement en Belgique et résidant à Korbeek-Lo il meurt à Louvain le 5 mars 1975.  Son corps repose dans le cimetière de l’abbaye de Parc à Heverlee.